# National University of Educational Planning and Administration
National University of Educational Planning and Administration (NUEPA) är ett universitet i Indien.   Det ligger i distriktet South Delhi och delstaten National Capital Territory of Delhi, i den norra delen av landet, 11 km söder om huvudstaden New Delhi.